# Велика псевдокінська п'явка
Велика псевдокінська п'явка — вид п'явок з роду Haemopis родини Haemopidae. Інша назва «велика псевдокінська п'явка». Латинська назва перекладається як «кровососучий кровосос», проте не є насправді кровососом. З огляду на схожість з кінською п'явкою спочатку виникла плутанина у нелатинській назві, тому вирішено поточнити її визначення.

## Опис
Загальна довжина досягає 15 см. Зовнішністю схожа на п'явку виду Limnatis nilotica. З двох боків голови має по 5 очей. Щелепи у неї розвинені значно гірше, ніж у медичній п'явки, мають 2 рядки по 14 зубів. Тулуб складається з 33 сомітів. Кількість видимих кілець не збігається з сомітами. Передня присоски середнього розміру. Задня присоска невелика, менше половини найбільшої ширини тіла. Анальний отвір великий, оскільки через нього виділяються великі шматки неперетравленої їжі.
Спина дорослої особини чорного забарвлення з коричневим відтінком, на її поверхні можуть бути розкидані темні плями. Черево сіре або зеленувато-сіре, бічні жовті стрічки часто відсутні. Молоді особини мають світлішу спину, на ньому нерідко присутній візерунок.

## Спосіб життя
Зустрічається переважно в невеличких водоймах з невеликою глибиною та повільною течією, в калюжах, які іноді пересихають, але дно їх залишається вологим, прибережній зоні озер і річок. Здатна пересуватися суходолом, спираючись на присоски, а також плаває. Є сильним і ненажерливим хижаком. Живиться хробаками, зокрема п'явками інших видів, м'якунами, личинками водних комах та іншими водними безхребетними, також дрібними хребетними, насамперед пуголовками, яких вона може здолати. Іноді можна спостерігати, як два хижаки з двох протилежних кінців намагаються проковтнути довгого хробака. Якщо вони не справляються зі здобиччю, то відривають від неї шматки. 
Природними ворогами цієї п'явки є великі водні хребетні.

## Розповсюдження
Поширена в Європі, зокрема в Україні, та північній Африці.